# 정태호 (희극인)
정태호(1978년 3월 13일 ~ )는 대한민국의 희극인이다.

## 생애
- 그는 서울에 태어나 2004년 1월 북아메리카 미국 으로 이민 하고 미국 로스엔젤레스 연극배우 하여 2005년 3월 대한민국 으로 돌아온뒤 30살이 넘는 늦은 나이에 데뷔를 하여, 경력이 오래되지 않았음에도 불구하고 선배 개그맨들보다 나이가 많다.
- 또한 나훈아를 닮은꼴로 나타내어 너훈아라는 별명으로 화제가 되기도 했었다.
- 별명은 개콘의 독도남이다.
- 2012년 3월 4일에는 개그콘서트 작가 조예현과의 열애한지 4년 끝에 결혼하였다.
- 2014년 2월 10일 3.28kg의 건강한 딸을 출산[2]하였고, 2017년 3월 11일 둘째를 출산했다. 둘째는 아들로 산모와 아이 모두 건강한 것으로 전해졌다.

## 출연
- KBS2 《리얼체험 프로젝트 인간의 조건》
- KBS2 《폭소클럽 2》
- KBS2 《개그사냥》
- KBS2 《개그콘서트》

〈슈퍼스타 KBS〉심사위원 나훈아 역 (등장할 때 나훈아의 무시로가 나왔다)
〈시간여행〉시간여행의 피해자 역 (그때 그때 다름)
〈발레리NO〉발레리NO 선생 역
〈감사합니다〉
〈용감한 녀석들〉
〈너무 좋아〉정태복 역
〈잠복근무〉
〈사랑합니다 형님〉
〈그냥 가~〉
〈토이스토리〉
〈지구를 지켜라〉
〈뿌레땅 뿌르국〉뿌레땅 뿌르국 국민 2 역
〈파라킹 홈쇼핑〉홍보하는 사람 역
〈정여사〉정여사 역
〈거제도〉태복 역
〈월드 워 좀비〉
〈좀비 프로젝트〉좀비 역
〈끝사랑〉정사장 역
〈시청률의 제왕〉
〈그래 이거야〉
〈사람 일은 모른다〉
〈속상해〉김지호의 이모 역
〈사둥이는 아빠 딸〉아빠 역
〈막고 차고〉무도인 역
〈초능력자〉보스 역
〈넘사벽〉두목 역
〈컴온!〉마이클 역
〈셀럽언니〉셀럽언니 역
〈불편한 삼대〉아버지 역
〈형이야〉
〈볼게요〉
〈스튜디오 도롱뇽〉
〈세기의 대결〉
- KBS2 《남자의 자격》
- KBS2 《출발드림팀 시즌 2》
- KBS2 《김승우의 승승장구》
- KBS2 《청춘불패 2》
- KBS2 《대국민 토크쇼 안녕하세요》
- KBS2 《퀴즈쇼 사총사》
- KBS2 《위기탈출 넘버원》
- KBS2 《투명인간》
- KBS 《심형래쇼》
- tvN 《코미디 X-1》
- SBS 《일요일이 좋다 런닝맨》
- 방송대학TV 《진로콘서트포텐터지다》
- XTM 《수컷의 방을 사수하라》
- XTM 《수컷의 방을 사수하라 시즌 2》
- MBC 《미스터리 음악쇼 복면가왕》 너만 보인단 말이야~♬ 안경점! (참가자)

### 드라마
- 2011년 KBS2 《강력반》 - 사채업자 역

## 유행어
- 250년의 역사를 자랑하는 러시아 발레단이 OOO을 할 수 있다는 건 크나큰 영광입니다. (발레리No)
- 어텐션! / Five six seven eight (발레리No)
- 물어! 브라우니 물어! (정여사)
- 속상해~ (속상해)
- 알아요! (속상해)
- 음~ 내맘 같지 않네~ (속상해)
- 초능력자다. (초능력자)
- 문 열어라. (넘사벽)
- 이런 ○○은 진정한 XX가 될 수 없다! (넘사벽)
- 컴온! / 힘들어요? / 안 힘들어요? (컴온)
- 나 셀럽언니야! (셀럽언니)
- 현욱아 형이야 (형이야)
- 2006년생 20살 정태호 입니다 (스튜디오 도롱뇽)
- 재백아 섭섭해 (최악의 악)

## 홍보 외 활동
- 2010년 명예 119시민수상구조대원
- 2011년 고양시 종합자원봉사센터 홍보대사
- 2012년 희망 2013 나눔캠페인 홍보대사
- 2012년 5대폭력 척결 홍보대사

## 수상
- 2011년 KBS 연예대상 코미디부문 남자 신인상
- 2011년 제12회 대한민국영상대전 개그부문 포토제닉상
- 2012년 KBS 연예대상 코미디부문 남자 우수상
- 2012년 KBS 연예대상 코미디부문 최우수코너상
- 2014년 KBS 연예대상 코미디부문 최우수코너상
- 2024년 KBS 연예대상 베스트 커플상 (with 남현승)

## 음반
| 종류        | 음반 정보                                                                          | 트랙 리스트               |
| ----------- | ---------------------------------------------------------------------------------- | ------------------------- |
| 디지털 싱글 | 《용감한 녀석들》 - 발매일 : 2012년 3월 26일 - 레이블 : 위닝인사이트               | - 1. 기다려 그리고 준비해 |
| 디지털 싱글 | 《용감한 녀석들》 - 발매일 : 2012년 5월 14일 - 레이블 : 위닝인사이트               | - 1. I 돈 Care            |
| 디지털 싱글 | 《용감한 녀석들 summer single》 - 발매일 : 2012년 7월 23일 - 레이블 : 위닝인사이트 | - 1. 봄 여름 여름 여름    |

## 뮤직비디오
- 오렌지캬라멜 까탈레나 : 초밥 먹는 손님 역